# 雙甲下綱
雙甲下綱（学名：Diplostraca），舊作双甲目，原为甲殼亞門鳃足纲葉足亞綱的一个目，今被升格為一個下綱級的生物分類。在WoRMS，本分類被列為鰓足綱之下的一個總目。這些細小的甲殼動物除卻某幾個捕食性物種以外，皆以微細的有機物質為食。
現時本分類包括的已辨識物种估算從約600個到過千個已辨識的物種，但連同未描述物種的數量不止這個數。本分類現時已知最古老的化石來自於侏罗纪，但其現代物種的型態暗示牠們早在古生代就已出現。這些物種主要棲息於淡水環境，但部分物種已經適應了在海洋的生活。這些物種均屬於鰓足綱，而且某些無甲目的物種更在高鹽湖泊裡存活下來。這些物種的體長一般介乎0.2—6.0 mm（0.01—0.24英寸），頭部朝下，中央有一顆複眼，頭胸甲覆蓋幾乎所有沒有節的喉部和腹部。
本分類單元的物種存在於各種水體，包括：淡水、鹹淡水交界及海洋，但不存在於陸地。

## 形態描述

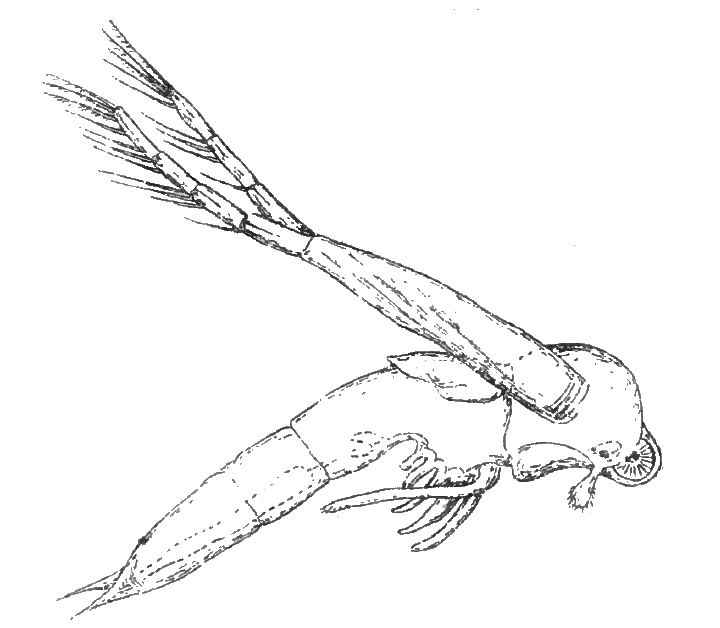
透明薄皮蚤（Leptodora kindtii），薄皮蚤屬（Leptodora，薄皮蚤科）的物種，相較其他雙甲下綱的物種為大，體長可達18 mm。

雙甲下綱物種一般體長只有0.2—6.0 mm（0.01—0.24英寸），除卻Leptodora屬物種，最長可達18 mm（0.71英寸）。身體沒有明顯的體節，但覆蓋着胸 及腹的頭胸甲有一道摺痕 。

## 分類學的爭議
雙甲類物種在分類學的爭議，不在於是否單系群的問題，因為沒有爭議，而是主要在於牠們是否跟背甲目及脂甲目處於同一地位與否。2008年時有文獻認為枝角目為雙甲下綱的異名，把枝角目抬高至總目級，與此同時還把枝角目之下的四個亞目抬高至與雙甲下綱另外三個目地位平等。現時仍未有統一的意見，但WoRMS認同這種分類。

### 傳統分類
傳統的分類為Martin & Davis (2001)總結多本於1990年代後期出版的甲殼動物分類而成。當時普遍認為雙甲類動物是一個目，可再細分為下列四個亞目:58:
- 光尾亞目 Laevicaudata Linder, 1945[13]
  - 銳眼蚌蟲科 Lynceidae Baird, 1845：又名貓眼蚌蟲科[2]
- 棘尾亞目 Spinicaudata Linder, 1945[13]
  - 蚌蟲科 Cyzicidae Stebbing, 1910[2]
  - Familia Eosestheriidae Zhang & Chen, 1976 (化石種)
  - Familia Euestheridae Defretin, 1965 (化石種)
  - 狭蚌虫科 Leptestheriidae Daday, 1923
  - 渔乡蚌虫科 Limnadiidae Baird, 1849
  - 古渔乡蚌虫科 Palaeolimnadiidae Tasch, 1956（化石種）
- 圆蚌虫亞目 Cyclestherida Sars, 1899[13]
  - 圆蚌虫科 Cyclestheriidae Sars, 1899
- 枝角亞目 Cladocera Latreille, 1829[13]
  - 櫛足下目 Ctenopoda G.O. Sars, 1865
    - 单肢溞科 Holopediidae G.O. Sars, 1865
    - 仙达溞科 Sididae Baird, 1850[2]

  - 異足下目 Anomopoda Stebbing, 1902
    - Acantholeberidae（英语：Acantholeberidae） Smirnov, 1976
    - 象鼻溞科 Bosminidae Baird, 1845[2]
    - 盘肠溞科 Chydoridae Stebbing, 1902
    - 溞科 Daphniidae Straus, 1820
    - Gondwanotrichidae Van Damme et al., 2007[14][15]
    - 粗毛溞科 Macrothricidae Norman & Brady, 1867

  - 鉤足下目（英语：Onychopoda） Onychopoda（英语：Onychopoda） G.O. Sars, 1865
    - 长棘溞科 Cercopagididae Mordukhai-Boltovskoi, 1968
    - 圆囊溞科 Podonidae Mordukhai-Boltovskoi, 1968
    - 大眼溞科 Polyphemidae（西班牙语：Polyphemidae） Baird, 1845

  - 單足亞目 Haplopoda Sars, 1865
    - 薄皮溞科 Leptodoridae Lilljeborg, 1900

## 外部連結
- 維基物種上的相關：雙甲下綱